# Violetta – Musik ist mein Leben
Violetta – Musik ist mein Leben ist der zweite Soundtrack zur gleichnamigen Fernsehserie. Die meisten Songs sind auch in verschiedenen Episoden der Serie zu hören.

## Hintergrund
Das Album wurde während der ersten Staffel aufgenommen und erschien am 23. November 2012 als Cantar es lo que soy in Lateinamerika. Als Singleauskopplung erschien Ser Mejor am 26. Oktober 2012 in Lateinamerika.

## Veröffentlichung
In Lateinamerika wurde der Soundtrack am 23. November 2012 veröffentlicht.
In Italien erschien das Album als Violetta: La musica è il mio mondo am 18. März 2013 und erreichte innerhalb der ersten Wochen Platz 1 des Rankings.
Das Album erreichte Dreifachplatin in Argentinien, Platin in Uruguay sowie Gold in Venezuela, Kolumbien und Chile.
In Spanien erschien das Album unter dem Titel Violetta: La Música es mi Mundo.
Am 21. November 2014 erschien das Album auch in Deutschland, die Deluxe-Edition mit DVD erschien am 12. Dezember 2014.

## Trackliste
| Nr. | Titel                           | Interpret/en                                                                         | Länge |
| --- | ------------------------------- | ------------------------------------------------------------------------------------ | ----- |
| 01  | Ser Mejor                       | Violetta-Cast                                                                        | 3:25  |
| 02  | En Mi Mundo (Bilingual Version) | Martina Stoessel & College 11                                                        | 3:35  |
| 03  | Tu Foto De Verano               | Jorge Blanco, Nicolás Garnier, Samuel Nascimento, Rodrigo Velilla & Facundo Gambandé | 2:49  |
| 04  | Mi Perdicion (Violetta Version) | Martina Stoessel & Rock Bones                                                        | 3:21  |
| 05  | Te Esperare (Violetta Version)  | Pablo Espinosa                                                                       | 3:02  |
| 06  | Verte De Lejos                  | Pablo Espinosa                                                                       | 2:44  |
| 07  | Cuando Me Voy                   | Jorge Blanco, Nicolás Garnier, Samuel Nascimento, Rodrigo Velilla & Facundo Gambandé | 2:55  |
| 08  | Ahi Estare (Violetta Version)   | Mercedes Lambre & Facundo Gambandé                                                   | 3:13  |
| 09  | Podemos                         | Jorge Blanco & Martina Stoessel                                                      | 3:21  |
| 10  | Tienes El Talento               | Violetta-Cast                                                                        | 2:06  |

| Nr. | Titel                       | Interpret/en                                                                         | Länge |
| --- | --------------------------- | ------------------------------------------------------------------------------------ | ----- |
| 01  | En Mi Mundo                 | Martina Stoessel                                                                     | 3:31  |
| 02  | Juntos Somos Mas            | Mercedes Lambre, Facundo Gambandé, Lodovica Comello & Candelaria Molfese             | 2:57  |
| 03  | Te Creo                     | Martina Stoessel                                                                     | 3:58  |
| 04  | Entre Tu y Yo               | Pablo Espinosa                                                                       | 3:24  |
| 05  | Voy por Ti                  | Jorge Blanco                                                                         | 2:28  |
| 06  | Habla Si Puedes             | Martina Stoessel                                                                     | 3:24  |
| 07  | Tienes Todo                 | Martina Stoessel & Pablo Espinosa                                                    | 3:44  |
| 08  | Are you ready for the ride? | Facundo Gambandé, Jorge Blanco, Nicolás Garnier, Rodrigo Velilla, Samuel Nascimiento | 2:53  |
| 09  | Junto a Ti                  | Lodovica Comello & Martina Stoessel                                                  | 2:42  |

### Unterschiede der Tracklisten
Der deutsche Soundtrack entspricht dem Original-Soundtrack aus Lateinamerika.
In Italien erschien eine landeseigene Version von En Mi Mundo als Bonustracks auf dem Album.
Version in Italien
| Nr. | Titel         | Interpret/en     | Länge |
| --- | ------------- | ---------------- | ----- |
| 11  | Nel Mio Mundo | Martina Stoessel | 3:35  |

| Nr. | Titel         | Interpret/en     | Länge |
| --- | ------------- | ---------------- | ----- |
| 10  | Nel Mio Mondo | Martina Stoessel | 3:35  |

## Charts und Chartplatzierungen
| Jahr | Titel                           | Höchstplatzierung, Gesamtwochen, AuszeichnungChartplatzierungen (Jahr, Titel, Platzierungen, Wochen, Auszeichnungen, Anmerkungen) | Höchstplatzierung, Gesamtwochen, AuszeichnungChartplatzierungen (Jahr, Titel, Platzierungen, Wochen, Auszeichnungen, Anmerkungen) | Höchstplatzierung, Gesamtwochen, AuszeichnungChartplatzierungen (Jahr, Titel, Platzierungen, Wochen, Auszeichnungen, Anmerkungen) | Anmerkungen                             |
| Jahr | Titel                           | DE | AT | CH | Anmerkungen                             |
| ---- | ------------------------------- | --- | --- | --- | --------------------------------------- |
| 2014 | Violetta – Musik ist mein Leben | DE56 (9 Wo.)DE | AT34 (17 Wo.)AT | CH94 (2 Wo.)CH | Erstveröffentlichung: 23. November 2012 |